# Mufle (architecture)

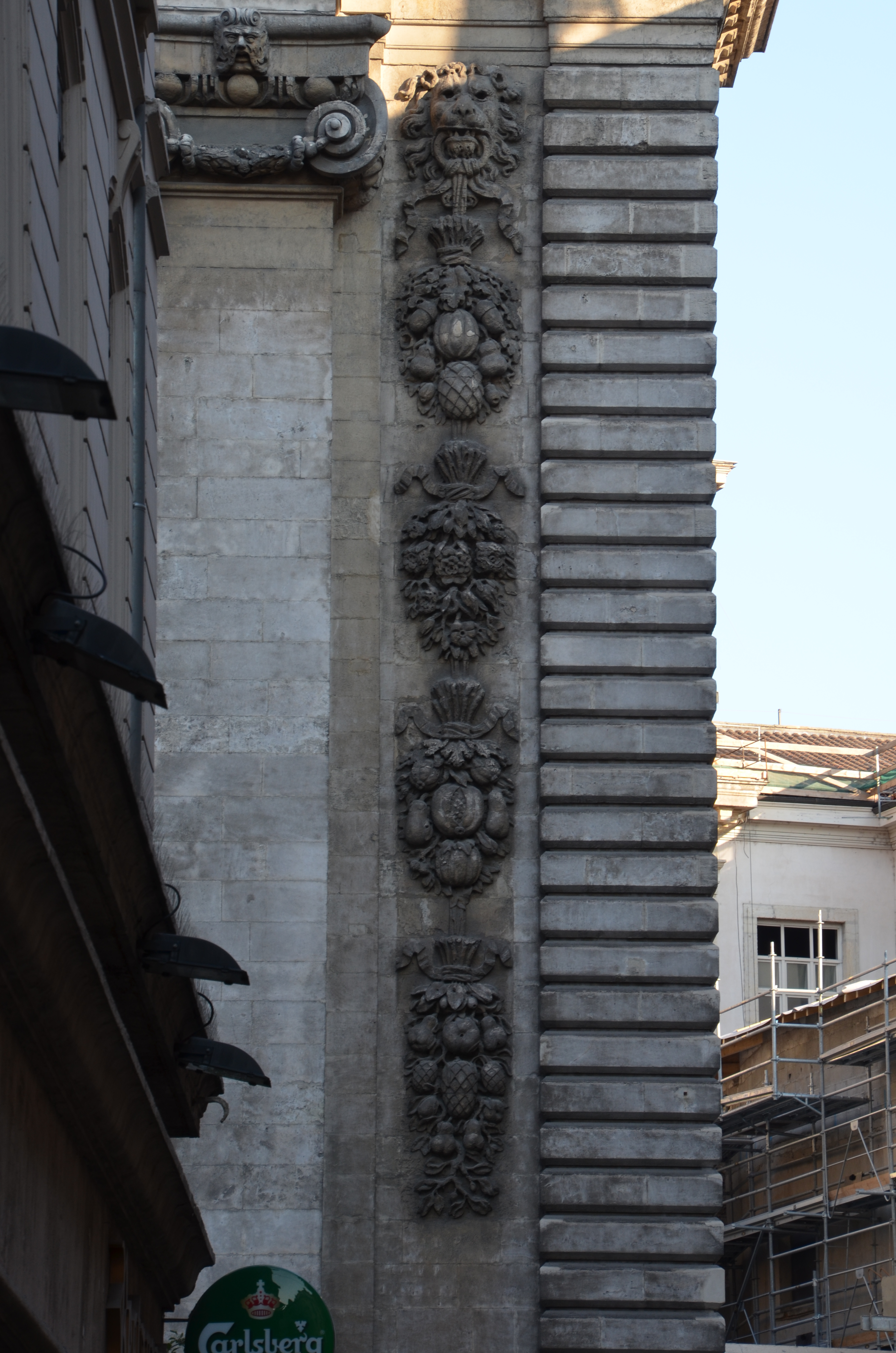
Un mufle de lion ou musequin, vomissant une chute de fruits, façade de la chapelle de l'Hôtel-Dieu de Lyon, France.

Un mufle, en architecture, est un ornement, un masque d'animal. Parmi les plus courants, il faut citer le bucrane ou masque de bœuf, l'ægicrane ou masque de bélier, le musequin ou masque de lion, etc. La ramure d'un cerf monté sur l'os frontal qui le tient est appelée massacre.